# Ruïnekerk (Bergen)
De Ruïnekerk is een 15e-eeuwse kerk aan de Raadhuisstraat in het Noord-Hollandse Bergen. De kerk werd tijdens de Tachtigjarige Oorlog afgebrand, maar de ruïne werd hierna weer deels herbouwd. De kerk heeft de status van rijksmonument.
De Ruïnekerk wordt gebruikt door de protestanten, tegenwoordig de Protestantse gemeente van Bergen, voor wekelijkse kerkdiensten. Ook worden hier rouw- en trouwdiensten gehouden. Er vinden regelmatig klassieke muziekconcerten plaats in de Ruïnekerk; het gebouw staat bekend om de goede akoestiek. Het kerkorgel uit 1886, gebouwd door Johan Frederik Kruse, is afkomstig uit de Hervormde Kerk van Koog aan de Zaan. Het werd in 1913 aangekocht door de Hervormde Gemeente van Bergen. In 1960 werd het gerestaureerd.
De Kerkstraat, de Ruïnelaan en het Kerkpad in Bergen zijn vernoemd naar de kerk.

## Geschiedenis
Het dorp Bergen ontstond rond een kapel op de plek van de huidige Ruïnekerk. Na het Mirakel van Bergen in 1422 werd de kapel vervangen door een eenbeukige; later vergroot tot een driebeukige hallenkerk, gewijd aan de apostelen Petrus en Paulus, om de vele pelgrims te ontvangen. Het was destijds een van de grootste kerken van Holland.
Op 21 februari 1574, tijdens de Tachtigjarige Oorlog, werd de kerk geplunderd en afgebrand door geuzen onder leiding van Diederik Sonoy, als deel van een tactiek van de verschroeide aarde rond Alkmaar om de Spanjaarden te beletten het Beleg van Alkmaar weer te hervatten. Hierbij ging een groot deel van de kerk, waaronder de toren, verloren. In de periode tot 1597 werd het koor van de geruïneerde kerk herbouwd. In 1594 kwam een deel klaar; dit jaartal werd aangebracht op een balk boven de preekstoel. Na de reformatie werd de Ruïnekerk in gebruik genomen als protestantse kerk.
Tijdens de Slag bij Bergen in 1799 werd er zwaar gevochten rond de kerk. De vele kogelgaten en -inslagen in de kerk herinneren hier nog aan.

### Verdwenen luidklok
In 1943 werd de uit 1888 daterende luidklok (gegoten door de gebr. van Bergen uit Midwolda) door de Duitse bezetters gevorderd; ze keerde niet terug. In 1960 werd via Klokkengieterij Eijsbouts een antieke klok uit 1750 aangekocht; ze is gegoten door Joris Dumery in Brugge, en afkomstig uit het Belfort van het Belgische Aalst. Deze klok is op haar beurt weer verwijderd voor de installatie van het klokkenspel in 1970.

### Restauratie door Royaards
In de periode 1955-1961 werd de kerk gerestaureerd onder leiding van architect Cornelis Willem Royaards, die onder meer een houten portaal in 18e-eeuwse Zaanse stijl aan het gebouw toevoegde. Dit houten portaal werd enkele meters verplaatst toen in 2003 de ingang verbreed werd. Op de kerkgevel prijkt het jaartal 1958 ter herinnering aan de restauratie.

### Klokkenspel
In 1970 werd een carillon in de dakruiter opgehangen, bestaande uit 26 speelklokken en een 27e klok die geen dienstdoet maar de namen van de schenkers en gegevens over de bouw van het carillon bewaart. Het twee octaafs klokkenspel werd op 5 mei 1970 door Jenke Kaldenberg, de stadsbeiaardier van Alkmaar en Enkhuizen, in gebruik genomen. Op de grootste klok staat: 'Ik luid voor hen die voor onze vrijheid vielen en in Bergen rusten 1940-1945.'  Op de volgende 24 klokken staan de namen van 266 in de Tweede Wereldoorlog gesneuvelden, en op de 26e klok staat de tekst:  ‘34 gevallenen, allen bij God bekend’.  De klokken zijn gegoten door Petit & Fritsen uit Aarle-Rixtel. Pianist/componist Gerard Hengeveld componeerde speciaal voor dit carillon enkele werken op verzoek van Mevr. Lies Over de Linde die het carillon enige tijd bespeelde.

## Grafkelder
In de kerk bevindt zich de Grafkelder van Nassau-Bergen, waar de rijksgraven van Nassau-Bergen werden bijgezet. Slechts het graf van Wigbold Adriaan van Nassau (1729-1797) is overgebleven. Buiten de kerk (maar binnen de kerkhofmuur) bevinden zich nog ongeveer 25 historische grafzerken.

## Afbeeldingen

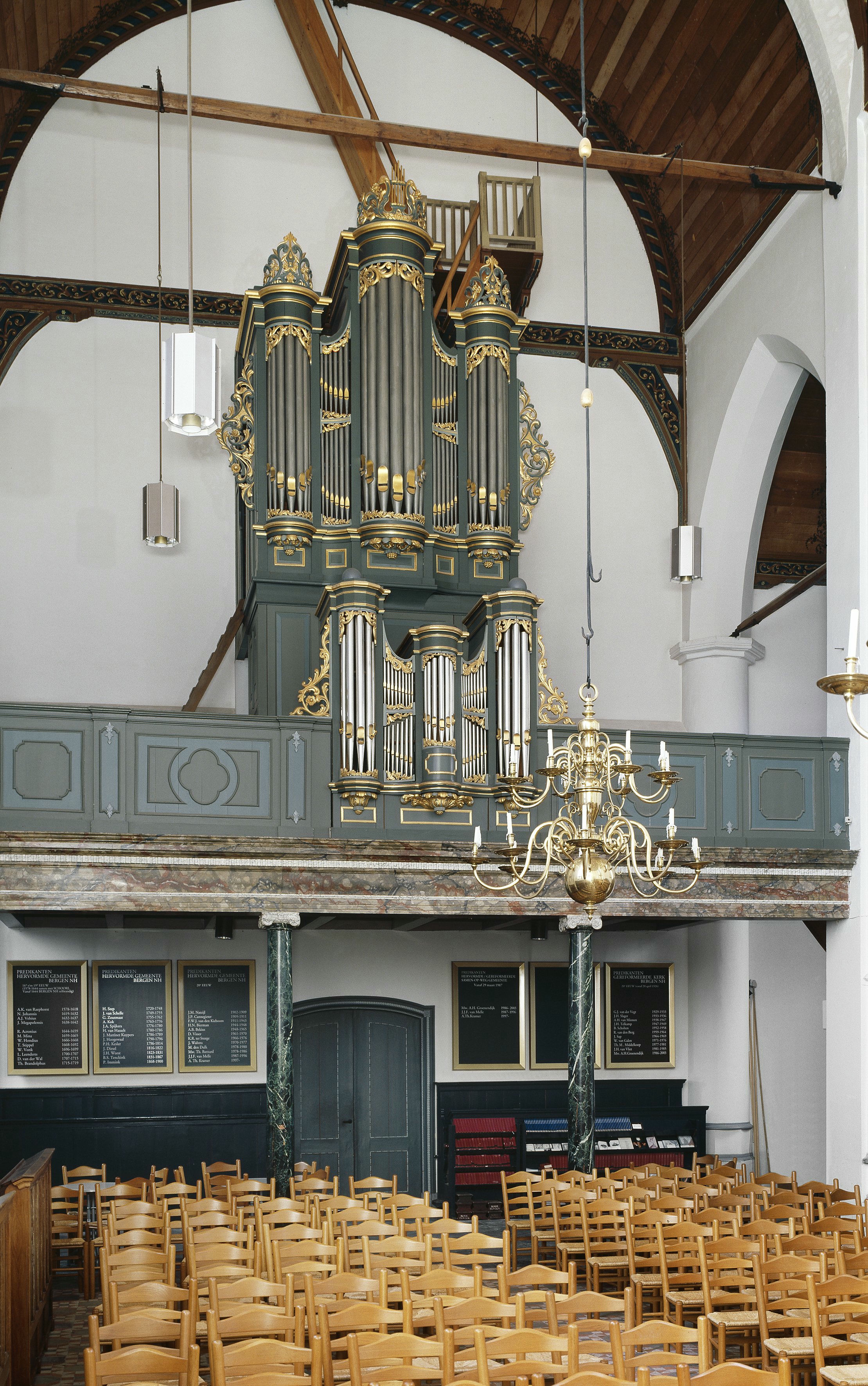
Orgel van Johan Frederik Kruse
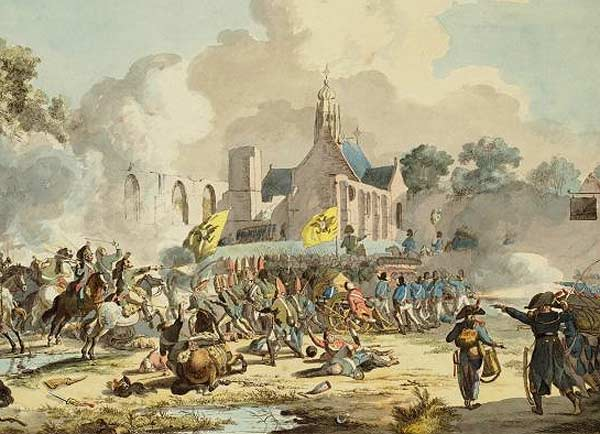
Gevechten rond de Ruïnekerk tijdens de Slag bij Bergen (1799), 19e-eeuwse afbeelding
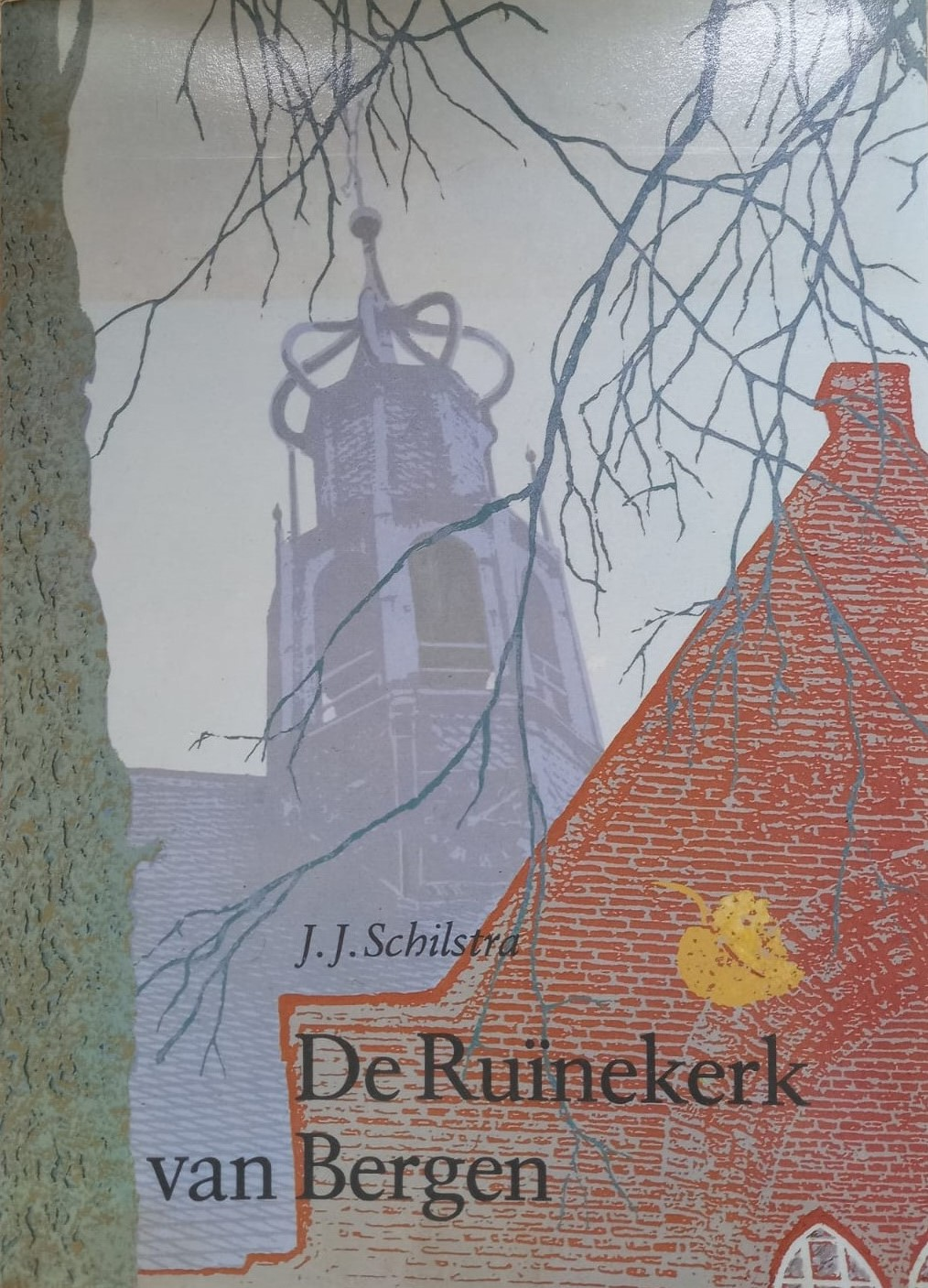
Historie, van Binnen en van Buiten